# Ranitomeya
Ranitomeya is een geslacht van kikkers uit de familie pijlgifkikkers (Dendrobatidae). De groep werd voor het eerst wetenschappelijk beschreven door Lucas Bauer in 1988.
Er zijn zestien soorten, inclusief de pas voor het eerst in 2011 wetenschappelijk beschreven soort Ranitomeya toraro. Veel soorten die vroeger tot deze groep werden gerekend worden tegenwoordig bij het geslacht Andinobates ingedeeld.
Veel soorten zijn vernoemd naar hun lichaamskleuren, bijvoorbeeld de soort Ranitomeya cyanovittata, cyano betekent 'blauw' en vittata betekent 'gestreept'. Ranitomeya flavovittata heeft gele strepen wat af te leiden is aan de naam, flavus betekent 'geel'
Alle soorten komen voor in delen van Zuid-Amerika en leven in de landen Bolivia (vermoedelijk), Brazilië, Colombia, Ecuador, Frans-Guyana en Peru.

## Taxonomie
Geslacht Ranitomeya
- Soort Ranitomeya amazonica
- Soort Ranitomeya benedicta
- Soort Ranitomeya cyanovittata
- Soort Ranitomeya defleri
- Soort Ranitomeya fantastica
- Soort Ranitomeya flavovittata
- Soort Ranitomeya imitator
- Soort Ranitomeya reticulata
- Soort Ranitomeya sirensis
- Soort Ranitomeya summersi
- Soort Ranitomeya toraro
- Soort Ranitomeya uakarii
- Soort Ranitomeya vanzolinii
- Soort Ranitomeya variabilis
- Soort Ranitomeya ventrimaculata – Amazonegifkikker
- Soort Ranitomeya yavaricola

Adelphobates · 
Dendrobates · 
Excidobates · 
Minyobates · 
Oophaga · 
Phyllobates · 
Ranitomeya